# Fermín Alvarado Arroyo
Fermín Gerardo Alvarado Arroyo (Acapulco, Guerrero; 7 de julio de 1963) es un político mexicano miembro del PRI. Posee una maestría en Derecho Público, dos licenciaturas, en Historia y en Derecho; y cuatro diplomados sobre asuntos políticos; además ha escrito tres libros relacionados con la política. Ha ocupado diversos cargos dentro de la administración pública: director general del Colegio de Bachilleres en Guerrero, Secretario de Educación en Guerrero, secretario general de Gobierno en Guerrero, director general de la Comisión de Agua Potable y Alcantarillado del Municipio de Acapulo (CAPAMA), así como magistrado numerario y magistrado presidente de la Sala Familiar del Tribunal Superior de Justicia de Guerrero.
Ha sido también diputado federal suplente del Congreso de la Unión LVI Legislatura del Congreso de la Unión de México (1994-1997), diputado local del Congreso de Guerrero (2005-2008) y diputado federal propietario del Congreso de la Unión (2009 - 2012). En las elecciones de 2012 fue el candidato único del PRI para Presidente municipal de Acapulco de Juárez, y actualmente es Delegado de la Procuraduría Federal del Consumidor en ese mismo municipio.